# 2014年ソチオリンピックのバイアスロン競技・混合リレー
2014年ソチオリンピックのバイアスロン競技・混合リレーは、2014年2月19日にラウラ・バイアスロン&スキー・コンプレックスで行われた。この種目はオリンピックでは初開催である。各チーム女子2人・男子2人が出場し、女子選手は6.0km、男子選手は7.5kmを走る。
ノルウェーがこの種目最初の金メダルを獲得。オーレ・アイナル・ビョルンダーレンは冬季オリンピック史上最多記録を更新する通算13個目のメダルを獲得。また金メダル獲得数もビョルン・ダーリ（クロスカントリースキー）に並ぶ冬季オリンピック史上最多タイの通算8個目

## 結果
18:30に競技開始
| Rank | Bib | Country | Time                                      | Penalties (P+S)                          | Deficit |
| ---- | --- | --- | ----------------------------------------- | ---------------------------------------- | ------- |
| 1    | 2   | ノルウェー トーラ・ベルゲル ティリル・エクホフ オーレ・アイナル・ビョルンダーレン エミル・ヘグル・スベンセン | 1:09:17.0 15:55.6 16:11.9 17:50.9 19:16.6 | 0+0 0+2 0+0 0+0                          | —       |
| 2    | 1   | チェコ ヴェロニカ・ヴィトコヴァー ガブリエラ・スーカロヴァー ヤロスラフ・ソウクプ オンドジェイ・モラベツ     | 1:09:49.6 16:01.9 16:05.5 18:33.1 19:08.1 | 0+4 0+3 0+0 0+1 0+3 0+0 0+1 0+1 0+0 0+1  | +32.6   |
| 3    | 4   | イタリア ドロテア・ウィーラー カリン・オベルホファー ドミニク・ヴィンディシュ ルーカス・ホファー             | 1:10:15.2 15:57.9 16:28.0 18:46.6 19:02.7 | 0+1 0+5 0+0 0+1 0+1 0+3 0+0 0+0          | +58.2   |
| 4    | 6   | ロシア オリガ・ザイツェワ オリガ・ヴィルヒナ エフゲニー・ガラニチェフ アントン・シプリン                     | 1:11:04.4 16:35.7 16:39.3 19:08.2 18:41.2 | 0+2 1+6 0+1 0+2 0+1 0+1 0+0 1+3 0+0 0+0  | +1:47.4 |
| 5    | 12  | スロバキア ヤナ・ゲルコヴァー アナスタシア・クズミナ パボル・フーライト マテイ・カザール                     | 1:11:04.7 16:33.1 16:33.3 18:49.3 19:09.0 | 0+5 0+5 0+3 0+2 0+2 0+0 0+0 0+2 0+0 0+1  | +1:47.7 |
| 6    | 5   | フランス マリー・ドラナベール アナイス・ベスコン ジャンギヨーム・ベアトリクス マルタン・フールカデ           | 1:12:04.3 16:18.4 17:11.9 18:37.8 19:56.2 | 1+3 0+5 0+0 0+2 1+3 0+1 0+0 0+1          | +2:47.3 |
| 7    | 3   | ウクライナ ナタリヤ・ブルディガ マリヤ・パンフィロワ アンドリー・デリゼムリャ セルヒー・セメノフ             | 1:12:05.2 16:06.4 17:07.3 19:23.0 19:28.5 | 0+2 1+6 0+0 0+1 0+1 0+1 0+0 1+3 0+1 0+1  | +2:48.2 |
| 8    | 11  | アメリカ合衆国 スーザン・ダンクリー ハナ・ドライシガッカー ティム・バーク ローウェル・ベイリー               | 1:12:20.1 16:02.5 17:55.5 19:02.9 19:19.2 | 1+8 0+5 0+2 0+1 1+3 0+1 0+3 0+1 0+0 0+3  | +3:03.1 |
| 9    | 9   | オーストリア リサ・ハウザー カタリナ・インネルホーファー ダニエル・メゾティッシュ フレドリッヒ・ピンター     | 1:12:34.8 17:39.7 16:46.3 18:38.2 19:30.6 | 0+0 1+7 0+0 1+3 0+0 0+2 0+0 0+1          | +3:17.8 |
| 10   | 8   | ベラルーシ リュドミラ・カリンチク ナスタシア・ドゥバレザワ ウラジミール・チャペリン エフゲニー・アブラメンカ | 1:13:11.8 16:29.6 17:45.2 19:27.9 19:29.1 | 0+5 0+4 0+0 0+0 0+3 0+2 0+2 0+2 0+0 0+0  | +3:54.8 |
| 11   | 10  | カナダ メーガン・イムリー ロザンナ・クロフォード ブレンダン・グリーン スコット・ペラス                       | 1:13:27.7 17:49.8 16:46.6 19:00.0 19:51.3 | 0+0 0+8 0+0 0+2 0+0 0+1 0+0 0+2 0+0 0+3  | +4:10.7 |
| 12   | 13  | スイス エリーザ・ガスパーリン セリーナ・ガスパーリン ベンヤミン・ヴェーガー ジーモン・ハレンバーター         | 1:13:33.9 17:27.7 16:44.3 19:12.4 20:09.5 | 0+4 0+5 0+2 0+2 0+1 0+1 0+2 0+1 0+0 0+1  | +4:16.9 |
| 13   | 14  | ポーランド クリスティーナ・パウカ マグダレナ・グズドビン ルーカス・シュズレック クシシュトフ・プリヴァチック | 1:13:36.0 16:09.9 16:45.8 20:28.9 20.11.4 | 0+2 0+4 0+0 0+1 0+1 0+1 0+1 0+0 0+0 0+2  | +4:19.0 |
| 14   | 15  | カザフスタン エレーナ・フルスタリョーワ ダリヤ・ウサノワ ヤン・サヴィツキー アントン・パントフ               | 1:15:46.4 16:56.5 17:30.3 20:08.5 21:11.1 | 0+2 0+4 0+0 0+0 0+1 0+0 0+1 0+2 0+0 0+2  | +6:29.4 |
| 15   | 16  | エストニア カドリ・レフトラ ダリア・ユルロワ カウリ・コイヴ ダニル・ステプチェンコ                           | LAP 17:09.6 18:58.8 19:24.8 LAP           | 4+10 1+7 0+3 0+1 1+3 0+1 0+1 0+2 3+3 1+3 |         |
| DSQ  | 7   | ドイツ エフィ・シュテーレ ラウラ・ダールマイヤー ダニエル・ベーム ジモン・シェンプ                           | 1:10:58.3 16:27.6 16:39.0 18:38.7 19:13.0 | 0+3 0+6 0+2 0+2 0+0 0+1 0+1 0+3 0+0 0+0  | +1:41.3 |